# Francesco Durante

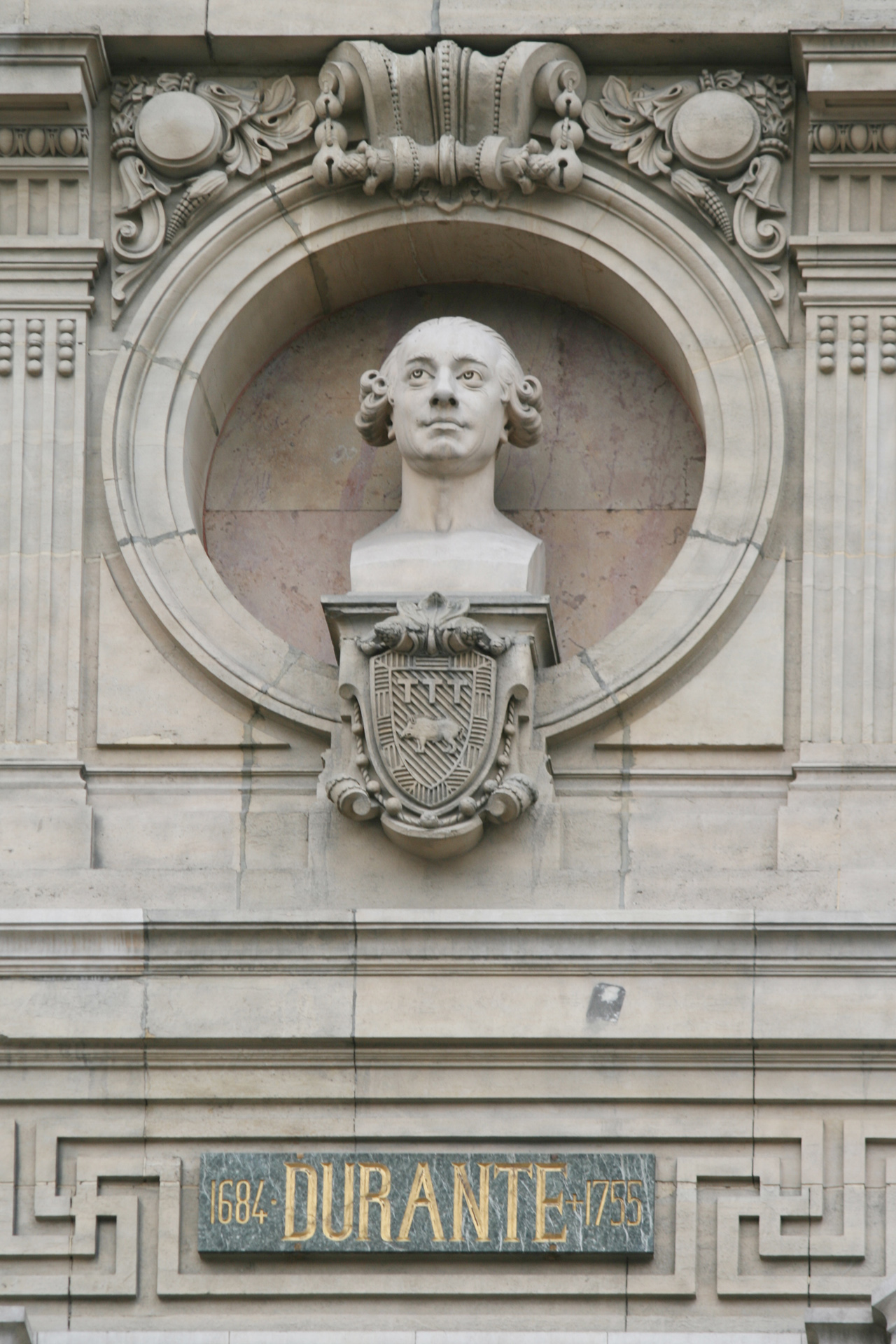
Socha Francesca Duranta na opeře Palais Garnier

Francesco Durante (31. března 1684 Frattamaggiore – 30. srpna 1755, Neapol) byl italský skladatel a pedagog první poloviny 18. století. Koncentroval se převážně na duchovní hudbu a pedagogickou činnost a patří k čelným představitelům neapolské školy.

## Život
Byl sedmým z jedenácti dětí Gaetana Durante a Orsoly Capasso. Narodil se ve Frattamaggiore v Neapolském království obou Sicilií. Již v útlém věku byl přijat na konzervatoř Conservatorio dei poveri di Gesù Cristo, kde jeho učitelem byl Gaetano Greco. Dalšího vzdělání se mu dostalo na konzervatoři sv. Onofria Kapuánského (Neapolitan Conservatorio di S Onofrio a Capuana), kde byl jeho strýc Don Angelo Durante ředitelem. Zde studoval mimo jiné u Alessandra Scarlattiho a u houslisty Gaetana Francone.
Pokud je známo, tak prvním jeho veřejně provedeným dílem se stalo v roce 1705 scherzo drammatico na církevní námět nazvané „Prodigii della divina misericordia verso i divoti del glorioso S Antonio di Padova“, které se však nedochovalo.
Málo toho víme o jeho činnosti mezi roky 1705 a 1728, kdy byl jmenován ředitelem konzervatoře Conservatorio delle Poveri di Gesu Cristo. Zdá se, že pobýval v Římě a studoval u Giuseppe Pitoniho a Bernarda Pasquiniho a že jeho mše „Missa S Ildefonsi per S Giacomo degli Spagnuoli“ byla psána pro Řím. Stejně dobře to ale mohlo být pro Španělský chrám v Neapoli. Zcela určitě byl v roce 1710 zpátky v Neapoli a učil na strýcově konzervatoři, kterou opustil roku 1711. Jeho jméno je rovněž uvedeno na seznam mistrů a profesorů prestižní Congregatione e Accademia di S Cecilia in Rome pro rok 1718. Jeho pobyt v Římě měl patrně velký vliv na to, že se jako skladatel věnoval spíše duchovní hudbě než opeře, na rozdíl od většiny neapolských kolegů té doby.
Duchovní drama „La cerva assetata avero l'anima nelle fiamme“ mělo premiéru v Neapoli v únoru 1719 a v té době zde zcela jistě Durante i žil.
Poprvé se oženil v roce 1714. Manželství s o 12 let starší Orsolou di Laurentis nebylo šťastné. Orsola byla údajně hašteřivá a neprojevovala o práci svého manžela žádný zájem.
V roce 1728 byl jmenován ředitelem konzervatoře Conservatorio delle Poveri di Gesu Cristo, když dosavadní ředitel a jeho bývalý učitel Gaetano Greco odešel na odpočinek. To lze považovat za významnou poctu jeho pedagogickým i tvůrčím schopnostem. Mezi jeho studenty na této škole byl mimo jiné i Giovanni Battista Pergolesi.
Tuto konzervatoř z neznámých důvodů opustil roku 1739 a v roce 1742 byl zvolen ředitelem konzervatoře Conservatorio della S Maria di Loreto, kde nahradil Porporu, který rok před tím odešel do Benátek. Na této škole byl učitelem takových pozdějších hvězd neapolského nebe, jako byli Pasquale Anfossi, Fedele Fenaroli, Pietro Alessandro Guglielmi, Antonio Sacchini a Tommaso Traetta.
Po smrti Leonarda Lea se stal v roce 1745 ředitelem na škole ve které sám získal základy hudebního vzdělání, na Conservatorio di S Onofrio a Capuana. Jeho žákem zde byl Nicolo Piccini, později jeden z nejslavnějších neapolských operních skladatelů. Piccini byl prý Durantemu dokonce více synem než žákem. Ucházel se i o uvolněné místo prvního kapelníka Královské kaple, ale nebyl úspěšný navzdory vysokému ocenění svých prací, které k žádosti přiložil.
První manželka Orsola zemřela roku 1741. O tři roky později se znovu oženil s Annou Furano z Neapole. I ta zemřela po několika málo letech a tak se Durante ve svých 63 letech oženil potřetí, s dvaadvacetiletou Angelou Annou Carminou Giacobbe.
zemřel v Neapoli 30. srpna 1755 ve věku 71 let a byl pohřben v chrámu sv. Lorenza.
Dobové prameny o něm hovoří jako o muži jednoduchého vystupování, leč hlubokých vědomostí v oblasti hudby a jako o respektovaném arbitru v otázkách harmonie a kontrapunktu. Jeho studenti na něj vesměs vzpomínají s hlubokou úctou a láskou.

## Dílo

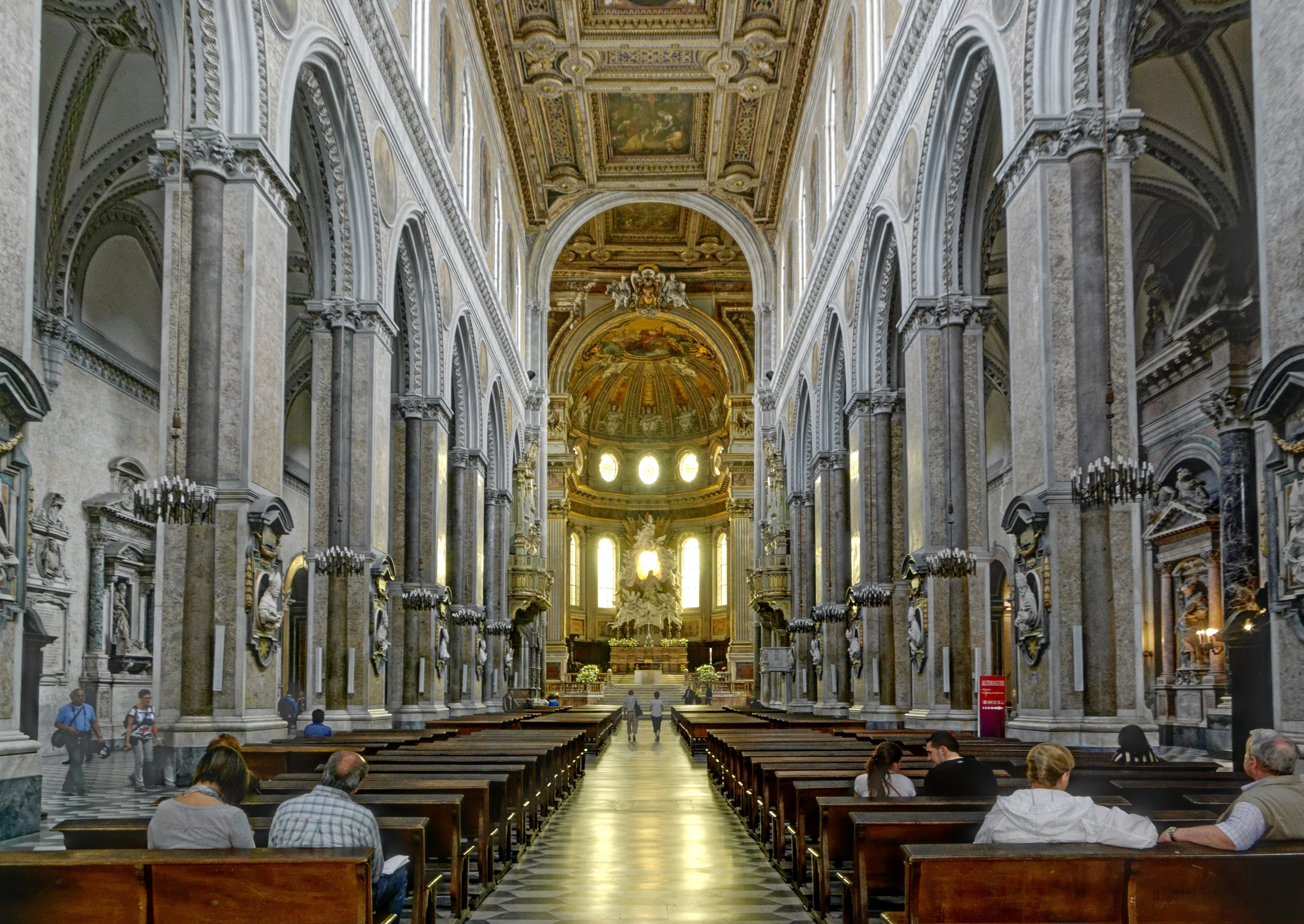
Interiér neapolského Dómu

Byl ředitelem dvou nejslavnějších neapolských konzervatoří a vychoval řadu předních skladatelů té doby od Antonia Sacchini až k Nicolo Piccinimu, a Giovanni Paisiellovi. Je považován za jednoho z největších skladatelů duchovní hudby. Za svého života nenapsal žádné jevištní dílo na světské motivy a i jeho instrumentální tvorba je relativně chudá. Jeho sakrální skladby se však vyznačují vysokou invencí, dokonalým propracováním a smyslem pro dramatický účinek. Obzvláště je ceněno jeho pedagogické působení. Instruktivní skladby pro cembalo a solfeggia (hlasová cvičení) jsou dodnes používány v hudebním školství celého světa.

### Sakrální dramata
1. Prodigii della divina misericordia verso i devoti dei glorioso S. Antonio di Padova, scherzo drammatico, Neapol 1705, partitura ztracena
2. La cerva assetata ovvero L'anima nelle fiamme dela gloria, Neapol, 1719, partitura i libereto ztraceny
3. Cinque cori per Fiavio Valente (Tragedia cristiane), Neapol, 1729
4. Cinque cori per Fiavio Valente, Řím, 1736, partitura ztracena
5. S. Antonio di Padova, dramma sacro, Benátky, 1753

### Mše
1. Missa S. lidefonso per S.Giacomo degli Spagnuoli, 1709
2. Kyrie d-moll a Gloria C-dur, 1734
3. Missa in Palestrina d-moll, 1739
4. Missa breve F-dur, 1734
5. Missa in G, 1742
6. Missa in afflictionis tempore F-dur, 1749
7. Missa in A, 1753
8. Missa in C
9. Missa in G
10. Missa in G
11. Missa with cantus firmus Sancte Michael defendenos, D-dur
12. Missa in D
13. Missa in pastorale in D
14. Missa in D
15. Missa in D
16. Missa in pastorale, A-dur
17. Missa in pastorale, A-dur
18. Missa in Es
19. Missa in Es
20. Missa c-moll
21. Tři mše C-dur
22. Messa a cappella in C
23. 2 masses in G (Kyrie, Gloria, Credo)
24. Missa a-moll
25. Gloria in D
26. Credo in G
27. Credo in G
28. Credo in A
29. Credo, Sanctus,Agnus Dei in D
30. Domine Jesu Christe

### Rekviem
1. Messa piccola di requiem in G, (bez Dies irae)
2. Messa in F
3. Messa in a
4. Messa da morto in c, Řím, 1746
5. Messa funebre breve

### Moteta
1. Ad presepe venite (mottetto in pastorale)
2. Ave virgo sancti amoris
3. Cessent corda, D-dur
4. Cito pastore
5. Jam si redit luminosa
6. Jam videtur
7. Misericordias Domini
8. Nascere, nascere dive puellule (per il Natale)
9. O sapientia (in pastorale)
10. Sacerdotes sancti, 1713
11. Surge aurora
12. Surge fama
13. Tacete sonate

### Antifony a sekvence
1. Alma Redemptoris, Es-dur, 1739
2. Alma Redemptoris, g-moll, 1739
3. Ergo sum panis
4. Recordatus mei Deus
5. Salve Regina, F-dur
6. Salve Regina (per il Sig.Praun), d-moll, 1739
7. Salve Regina, d-moll, 1753
8. Salve Regina (per gli alunni dei Conservatorio di S.Onofrio), e-moll
9. Veni sponsa Christi in D
10. Veni sponsa Christi in D
11. Aste confessor
12. O divi amoris (inno per S.Francesco)
13. O glorioso domino, A-dur
14. Pange lingua
15. Inviolata integra
16. Stabat Mater

### Magnificat
1. Magnificat in D
2. Magnificat in Es
3. Magnificat in Es
4. Magnificat in a-moll
5. Magnificat in a-moll, 1752
6. Magnificat in d-moll
7. Magnificat in Es
8. Magnificat in c-moll
9. Magnificat in B

### Žalmy
1. Vespro breve (Dixit Dominus), C-dur
2. Confitebor, e-moll
3. Beatus vir, c-moll
4. Laudate pueri, A
5. Beatus vir, C-dur
6. Beatus vir, C-dur
7. Beatus vir, C-dur, 1715
8. Beatus vir, A-dur, 1735
9. Beatus vir, F-dur
10. Beatus vir, A-dur
11. Confitebor, D-dur, 1744
12. Confitebor, A-dur
13. Dixit Dominus, D-dur
14. Dixit Dominus, D-dur
15. Dixit Dominus, D-dur, 1751
16. Dixit Dominus, D-dur
17. Dixit Dominus, D-dur, 1753
18. Dixit Dominus, D-dur, 1753
19. Dixit Dominus, F-dur
20. Dixit Dominus, Es-dur
21. Laetatus sum
22. Laudate pueri, C-dur
23. Laudate pueri (detto il Grottesco), G-dur, 1732
24. Laudate pueri, G-dur
25. Laudate pueri, D-dur, 1714
26. Laudate pueri, A-dur
27. Memento Domine David, 1745
28. Miserere
29. Miserere (pro chrám sv. Nicola – Bari), 1754
30. Misericordias Domini, c-moll
31. Misericordias Domini, c-moll
32. Nisi Dominus
33. Protexisti me Deus (psáno pro konkurs na místo kapelníka Královské kaple), 1745

### Čtení pro Svatý týden (Settimana Santa)
1. Zelený čtvrtek: nokturno I/II
2. Zelený čtvrtek: nokturno I/III
3. Zelený čtvrtek: nokturno I/III, 1752
4. Velký pátek: nokturno I/I, 1752
5. Velký pátek: nokturno I/II, 1751
6. Bílá sobota: nokturno I/I
7. Bílá sobota: nokturno I/I
8. Bílá sobota: nokturno I/Il
9. Bílá sobota: nokturno I/III

### Maránské litanie
1. Litanie della Beata Maria Vergine, a-moll
2. Litanie della Beata Maria Vergine, e-moll
3. Litanie della Beata Maria Vergine, g-moll
4. Litanie della Beata Maria Vergine, f-moll, 1750
5. Litanie della Beata Maria Vergine, e-moll
6. Litanie della Beata Maria Vergine, g-moll

### Adventní responsoria
1. Responsori per la Settimana Santa e Miserere
2. Si quaeris miracula (responsorio di S.Antonio)
3. Responsorio Omnes amici

### Jiné vokální skladby
1. Šest duchovních kantát (Vincesti pur vincesti, Dove infelice, Lascia alfin mio core, Dunque fra pochi stanti, Chi per pietà con Non più figlio, Al risuonar di spaventose)
2. Due Atti di contrizione per gli alunni dei Conservatorio dei Poveri di Gesù Cristo, De più pene al fiero aspetto
3. A sue sponde torna il ruscello
4. A che date, árie
5. Almen se non poss'io, árie
6. De sventura passo l'ore , árie
7. Ciel se mai giusto sei, árie
8. 12 duet (Andate o miei sospiri, Son io barbara donna, Qualor tento scoprir, Alme, voi che provaste, Mitilde,alma mia, 0 quante volte, Mitilde, mio tesoro, Fiero acerbo destin, La vezzosa Celinde,Amor,MitiIde,~ morta, Dormono l'aure estive, Alfin m'ucciderete)
9. Solitudine care (recitativ)
10. Duata pro soprán a alt: Questo silenzio, Dolce piange, Or mentre io dormo, Sia pur sonno di morte, in Canzoni, Deh mio ben, E pur vuole il cielo, In si duro martire, O penosa lontananza, Cosipietade (Da Flora e Tirsi)
11. Kánony (terceta) na slova Metastasiova (Ah che destino, Al povero amore, Chi vive amante, Chi vivere vuoi contento, Comincio solo, Di libertà son privo. La sorte tiranna, Mi vien in odio il solfeggiar, No non parlar d'amor,Perchè vezzosi rai, Se un vero amante, So che vanti un core, Voi sole)

### Instrumentální díla
1. 8 koncertů pro kvartet (f-moll, g-moll, Es-dur, e-moll, A-dur, C-dur, A-dur „La pazzia“
2. Koncert Es-dur, 1750
3. Sonáta A-dur pro housle a cembalo
4. Sonáta C-dur pro dvoje housle a cembalo
5. Sonáta b flat major pro dvoje housle a cembalo
6. Sonáta e pro dvoje housle a cembalo
7. 6 sonát pro dvoje housle a cembalo (g-moll, D-dur, c-moll, A-dur, f-moll, Es-dur), 1732
8. Sonáty pro cembalo (G-dur, c-moll, G-dur, F-dur, D-dur, C-dur, A-dur)
9. Partita a sonáta D-dur pro cembalo
10. Sonáta c-moll pro cembalo
11. Toccate per cembalo (F-dur, C-dur (sonata), G-dur (fuga), d-moll (toccata), Es-dur (fuga), a-moll, C-dur, d-moll, C-dur, A-dur)
12. Toccata c-moll
13. Esercizio o sonata C-dur pro varhany
14. Invertura C-dur pro varhany
15. Pezzi vari per clavicembalo

### Pedagogické práce
1. Partimenti ossia intero studio di numerati per ben suonare il cembalo
2. 13 duetti di soprano
3. 4 canoni
4. Ludus puerorum a due canti
5. 5 duetti per solfeggiare
6. 34 solfeggi
7. Solfeggi
8. Solfeggi
9. Solfeggi a voce sola
10. Solfeggi